# Map 1213 (Prison Break)
Map 1213 es el quinto episodio de segunda temporada de la serie de televisión Prison Break.

## Argumento
En la carretera cerca de Utah, Lincoln y Michael oyen las noticias sobre Abruzzi. Hablan del dinero, y Michael se enfada cuando su compañero sugiere que se olviden de ello y rescaten a L. J. ya que no son los únicos que están buscando los cinco millones. C-Note va en tren hacia Wyoming. Tweener querría que él y Debra Jean pudiesen ir juntos a Hawái. Llaman a la puerta del motel, y ella abre mientras Tweener se esconde. Un policía le muestra una foto de él, y le dice que es uno de los fugados.
Sucre descubre en qué capilla se casa Maricruz. T-Bag ve a Tweener, y le agarra, insiste en que se necesitan el uno al otro, y lo convence diciéndole que sabe dónde está el dinero. Michael y Lincoln visitan el edificio municipal, donde un guardia ve el tatuaje de la muñeca de Michael. En la sala de archivos, este descubre que el mapa al rancho está en la página 1.213, pero alguien ha arrancado ya esa página.
El gobernador aparece en el piso de Sara. Kellerman encuentra el pájaro de papiroflexia y fotografía el número de teléfono. Sara le dice que a su padre que Lincoln es inocente y todos los que intentan ayudarlo están muriendo uno a uno. Kellerman rastrea el número, y descubre que lleva diecisiete años fuera de servicio.
Mahone se encuentra con su camello, que le da más píldoras y le pregunta por el caso Shales. Mahone le dice que está muerto. Tweener le dice a Lincoln y Michael que T-Bag tiene el mapa. Antes de que lo alcancen, T-Bag lo memoriza y se lo traga. Entonces, les propone ser socios, a lo que se ven obligados a aceptar.
- Datos: Q467475